# Lakehead Hill East
Lakehead Hill East (auch Lakehead Hill genannt) ist eine Steinkiste in einem Steinkreis und eine Steinreihe in der Nähe des Longaford Tor, westlich von Bellever in Devon in England.
Eine etwa 12,0 m lange Steinreihe bestehend aus 11 Steinen führt zu einem rudimentären Steinkreis und einem ausgegangenen Cairn, die eine Steinkiste umgeben. Die kompakte Steinkiste besteht aus sechs Tragsteinen und einem großen nahezu rechteckigen Deckstein.
Die Reihe erlitt das Schicksal, im Jahre 1895 vom Dartmoor Explorationskomitee ausgegraben und „restauriert“ zu werden. Viele der heutigen Merkmale sind vermutlich nicht ursprünglich. Doch der Knick in der Reihe ist ähnlich wie bei vielen anderen Reihen auf den Mooren. Es wurden keine Funde gemacht.
In der Nähe liegen die Bellever Tor Cairns und eine Anzahl weiterer, jedoch stärker gestörter Rundhütten (englisch Hut circles). Eine Ausnahme ist die Steinkiste im Kreis von Lakehead Hill 2.